# قطعنامه ۱۳۵۶ شورای امنیت
قطعنامه  ۱۳۵۶ شورای امنیت سازمان ملل متحد که در تاریخ ۱۹ ژوئن ۲۰۰۱ تصویب شد، سندی بین‌المللی دربارهٔ بررسی وضعیت در سومالی است. این قطعنامه طی نشست ۴۳۳۲ام با ۱۵ رای موافق، ۰ مخالف و ۰ ممتنع تصویب شد.